# 胡兴福
胡兴福，明朝人，是一名明朝政治人物。
胡兴福曾于1369年接替刘秩任崇明县知县一职，由刘伟接任。